# آنتونیو ساتریانو
آنتونیو ساتریانو (انگلیسی: Antonio Satriano؛ زادهٔ ۳۰ اکتبر ۲۰۰۳) بازیکن فوتبال اهل ایتالیا است که در حال حاضر به صورت قرضی از باشگاه فوتبال هراکس آلملو، برای باشگاه فوتبال کازرتانا بازی می‌کند.
از باشگاه‌هایی که در آن بازی کرده است می‌توان به باشگاه فوتبال هراکس آلملو اشاره کرد.
وی همچنین در تیم ملی فوتبال زیر ۲۰ سال ایتالیا بازی کرده است.

## دوران باشگاهی

### دوران اولیه و رم
آنتونیو ساتریانو در لوکری، ایتالیا متولد شد، ساتریانو فوتبال را در مدرسه محلی آوداکس جیویوزا آغاز کرد، و بعدها در سال ۲۰۱۴ به باشگاه فوتبال کروتونه منتقل شود. در بهار سال ۲۰۱۸، در سن ۱۵ سالگی، او توسط رم در طی یک بازی بین تیم‌های زیر ۱۶ سال این دو باشگاه شناسایی شد و چند ماه بعد به بخش جوانان جا لوروسی ملحق شد.
پس از گذراندن رده‌های پایه در رم، این مهاجم در سپتامبر سال ۲۰۲۰ اولین قرارداد حرفه‌ای خود را با باشگاه رم امضا کرد، و در ماه مه ۲۰۲۲ به فینال قهرمانی ملی زیر ۱۹ سال رسید.

### هرکولس آلملو
در ۵ ژانویه ۲۰۲۳، ساتریانو به باشگاه هلندی باشگاه فوتبال هراکس آلملو منتقل شد، و قراردادی تا ماه ژوئن سال ۲۰۲۷ امضا کرد. این انتقال هزینه‌ای حدود ۴۰۰٬۰۰۰ یورو برای هراکلس داشت و شامل بند ۲۰ درصدی برای حق انتقال‌های بعدی به نفع رم بود.
این مهاجم یک هفته بعد، در ۱۲ ژانویه، در یک بازی KNVB Cup مقابل باشگاه فوتبال گو اهد ایگلز به عنوان بازیکن تعویضی در دقیقه ۷۲ به جای ساموئل ارمنتروس وارد زمین شد و اولین بازی حرفه‌ای خود را انجام داد. سه روز بعد، او در یک بازی لیگ به میدان رفت و در دقایق پایانی در باخت ۰–۳ برابر باشگاه فوتبال پک زووله به جای ابدنگو نانکیشی وارد زمین شد. در ۱۳ فوریه، او اولین بازی حرفه‌ای خود را به عنوان بازیکن ثابت در پیروزی ۲–۰ لیگ در برابر باشگاه فوتبال ام‌وی‌وی ماستریخت انجام داد. در طول فصل، با وجود اینکه به دلیل شکستگی استخوان متاتارس پنجم، در ماه‌های آخر غیبت داشت، اما ساتریانو به هرکولس کمک کرد تا پس از تنها یک سال به‌طور خودکار به اردیویسه صعود کند.

#### قرض به ترنتو
در ۲۳ ژانویه ۲۰۲۴، ساتریانو به صورت قرضی با وجود بند خرید، تا پایان فصل به باشگاهی از سری سی با نام باشگاه فوتبال ترنتو ۱۹۲۱ منتقل شد. در ۵ مارس، او اولین گل خود را برای باشگاه در پیروزی ۱–۰ لیگ مقابل باشگاه فوتبال آلساندریا به ثمر رساند.

#### قرض به کازرتانا
در ۲۷ اوت ۲۰۲۴، ساتریانو به صورت قرضی به باشگاهی از سری سی ایتالیا به نام باشگاه فوتبال کازرتانا منتقل شد.

## دوران ملی
ساتریانو در سطوح مختلف رده‌های پایه برای تیم ملی ایتالیا بازی کرده است.
پس از شرکت در اردوهای تمرینی با تیم‌های ملی زیر ۱۵ سال (در سال ۲۰۱۷) و زیر ۱۷ سال (در سال ۲۰۱۹)، او سپس به بازی برای تیم ملی زیر ۲۰ سال مشغول شد.

## شیوه بازی
ساتریانو یک مهاجم مرکزی است که به خاطر تمام‌کنندگی ماهرانه، فیزیک و مهارت‌های فنی‌ مناسب شناخته شده است و با وجود اینکه به‌طور طبیعی راست‌پا است، می‌تواند از پای چپ خود نیز به‌طور مؤثری استفاده کند.